# Gale (krater marsjański)
Gale – krater na powierzchni Marsa o średnicy 154 km, położony na 5,37° szerokości południowej i 137,81° długości wschodniej (współrzędne centrum krateru; ♂ 5,37°S 222,19°W/-5,370000 -222,190000). Decyzją Międzynarodowej Unii Astronomicznej, w 1991 roku krater został nazwany od nazwiska australijskiego astronoma amatora Waltera Gale'a (1865-1945).
Krater Gale powstał, kiedy meteor uderzył w Marsa w jego wczesnej historii, około 3,5 do 3,8 miliarda lat temu. We wnętrzu krateru Gale znajduje się góra Aeolis Mons wznosząca się ponad brzeg krateru. Ponieważ warstwowa struktura tej wysokiej na 5,5 km góry wskazuje, że może zawierać długą sekwencję osadów zachowujących geologiczną historię Marsa, krater ten został wybrany jako cel lądowania łazika Curiosity. Lądowanie nastąpiło 6 sierpnia 2012.

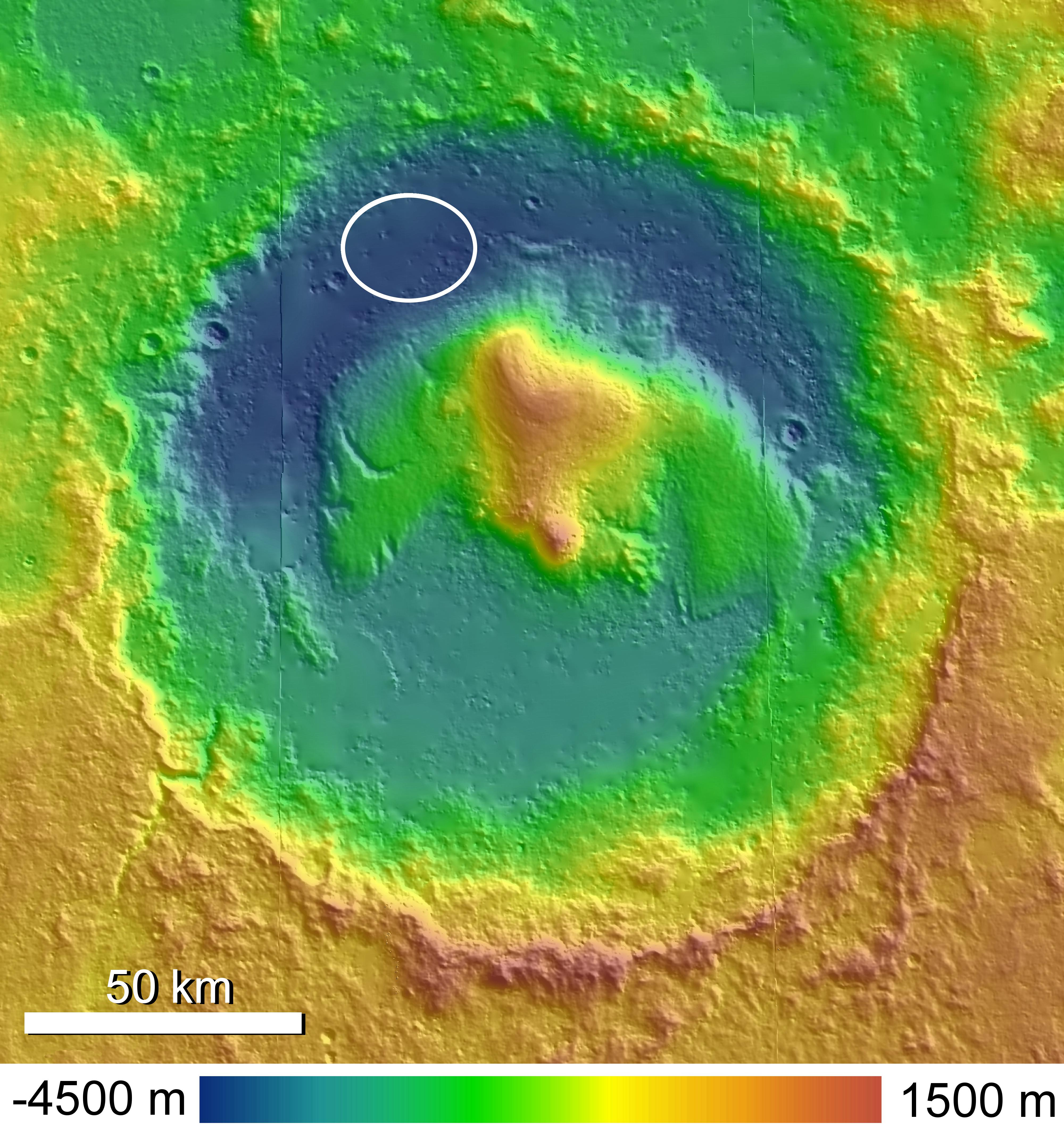
Topograficzna mapa krateru Gale. Elipsa wskazuje miejsce lądowania łazika Curiosity